# Фінал кубка СРСР з футболу 1976
35-й фінал кубка СРСР з футболу відбувся на Центральному стадіоні в Москві 3 вересня 1976 року. У грі взяли участь тбіліське «Динамо» і єреванський «Арарат».

## Претенденти
- «Арарат» (Єреван) — чемпіон СРСР (1973), дворазовий володар кубка СРСР (1973, 1975).
- «Динамо» (Тбілісі) — чемпіон СРСР (1964).

## Деталі матчу
| 3 вересня 1976 |

| «Динамо» (Тбілісі)                              | 3 – 0    | «Арарат» (Єреван) |
| ----------------------------------------------- | -------- | ----------------- |
| Кіпіані 27' Кантеладзе 64' (пен.) Челабадзе 68' | Протокол |                   |

| Центральний стадіон (Москва) Глядачів: 45 000 Арбітр: Казаков (Москва) |

| ДИНАМО         |                      |     |
|                |                      |     |
| ВР             | Давид Гогія          |     |
| ЗХ             | Нодар Хізанішвілі    |     |
| ЗХ             | Піруз Кантеладзе     |     |
| ЗХ             | Шота Хінчагашвілі    |     |
| ЗХ             | Зорбег Ебралідзе     |     |
| ПЗ             | Олександр Чивадзе    |     |
| ПЗ             | Манучар Мачаїдзе     |     |
| НП             | Реваз Челебадзе      |     |
| НП             | Володимир Гуцаєв     |     |
| НП             | Давид Кіпіані        | 75' |
| ПЗ             | Вахтанг Копалейшвілі |     |
| Заміни:        |                      |     |
| НП             | Зураб Церетелі       | 75' |
| Тренер:        |                      |     |
| Нодар Ахалкаці |                      |     |

| АРАРАТ          |                   |     |
|                 |                   |     |
| ВР              | Аветіс Овсепян    |     |
| ЗХ              | Санасар Геворкян  |     |
| ЗХ              | Арменак Саркісян  |     |
| ЗХ              | Олександр Мірзоян |     |
| ЗХ              | Норайр Месропян   |     |
| ПЗ              | Самвел Петросян   |     |
| ПЗ              | Арам Парсаданян   |     |
| ПЗ              | Хорен Оганесян    | 89' |
| ПЗ              | Олександр Керопян |     |
| НП              | Назар Петросян    |     |
| НП              | Роберт Халайджян  | 46' |
| Заміни:         |                   |     |
| НП              | Микола Казарян    | 46' |
| ЗХ              | Армен Азарян      | 89' |
| Тренер:         |                   |     |
| Едуард Маркаров |                   |     |